# Akiriba
Akiriba (ou Akuriba, Akriba, Akiriwa) est une localité du Cameroun située dans la Région du Sud-Ouest et le département de Manyu. Elle est rattachée administrativement à l'arrondissement de Upper Bayang (Tinto Council) et au canton de Tinto.

## Population
La localité comptait 238 habitants en 1967, des Banyang.
Lors du recensement de 2005, on y a dénombré 276 personnes.